# Ораховац, Санибал
Санибал Ораховац (черног. Санибал Ораховац; 12 декабря 1978, Титоград, Югославия) — югославский и черногорский футболист. Играл в позициях атакующего полузащитника и нападающего. В настоящее время является футбольным агентом.

## Карьера
Санибал Ораховац является воспитанником футбольного клуба «Младост» из Подгорицы. Начал свою профессиональную карьеру именно в этом клубе в 1997 году. В основной команде «Младости», Ораховац выступал два сезона и за это время сыграл в тридцати четырёх матчах и забил восемь голов. В сезоне 1999 года, он подписал контракт с клубом «Будучност» и выступал за этот клуб два с половиной сезона, за это время он сыграл в 59 матчах и забил 10 голов.
В 2001 году на него обратили внимание тренеры сильнейшего и самого знаменитого клуба Балкан — «Црвена Звезда». В составе «Црвены Звезды» Ораховац выступал три сезона. В 2004 году он перешёл в португальскую «Витория Гимарайнш». В составе «Витории» Ораховац сыграл шесть матчей и не смог забить ни одного гола и вскоре в сезоне 2005 года он был продан ещё одному португальскому клубу — «Пенафиел». В составе «Пенафиела», Санибал Ораховац сыграл девятнадцать матчей и забил один гол.
В 2006 году он переехал в Германию и подписал контракт с клубом «Карлсруэ». В своей первой немецкой команде, Ораховац сыграл в 17 матчах и не смог забить ни одного гола. В 2008 году он переехал в ещё одну немецкую команду «Эрцгебирге Ауэ» и выступал за этот клуб весь 2008 год. В конце того же года, он подписал контракт с ещё одним немецким клубом «Веен» и выступал за этот клуб один сезон. В середине 2009 году он переехал в «Франкфурт» и выступал за этот клуб два сезона и сыграл в 13 матчах. В середине 2011 года он вернулся в Черногорию и подписал контракт с хорошо ему знакомом клубом «Будучност». Возвращение в бывший клуб оказался для Ораховаца очень успешным, за один сезон своего выступления, Ораховац сыграл в тридцати матчах и забил четыре гола.
В декабре 2011 года, он подписал контракт с узбекским клубом «Пахтакор». В составе «Пахтакора» Ораховац не смог себя проявить из-за полученной тяжелой травмы. Всего, Ораховац сыграл в составе «Пахтакора» в двух матчах и забил один гол. В 2013 году, после лечения тяжелой травмы, он перешёл в хорошо ему знакомую «Младост». В 2014 году, он выступал за клуб «Дечич» и завершил свою карьеру именно в этом клубе.

## Достижения
- Чемпион Сербии Черногории: 2003/04
- Обладатель Кубка Сербии Черногории: 2002, 2004